# Francis Bomansaan

Bischofswappen von Francis Bomansaan

Francis Bomansaan MAfr (* 19. Januar 1962 in Kaleo) ist ein ghanaischer römisch-katholischer Ordensgeistlicher und Bischof von Wa.

## Leben
Francis Bomansaan trat 1983 der Ordensgemeinschaft der Weißen Väter bei. Von 1988 bis 1991 studierte er Philosophie und Katholische Theologie am Missionary Institute in London. Er legte am 7. Dezember 1990 die ewige Profess ab und empfing am 27. Juli 1991 das Sakrament der Priesterweihe.
Bomansaan war nach der Priesterweihe zunächst als Pfarrvikar in Itumba im Erzbistum Mbeya tätig. 1994 setzte er seine Studien am Institute of St. Anselm in Margate fort, an dem er 1995 ein Diplom im Fach Counseling erwarb. Von 1995 bis 1998 wirkte er als Verantwortlicher für die Berufungspastoral und als Ausbilder am Ausbildungshaus der Weißen Väter in Lublin in Polen. Danach absolvierte Bomansaan von 1998 bis 1999 am Loreto House in Dublin einen Kurs in religiöser Bildung und Leadership. Von 1999 bis 2003 fungierte er als Verantwortlicher für die Berufungspastoral der Weißen Väter in Ghana und als erster Provinzialrat der Ordensprovinz Ghana und Nigeria. Nachdem Bomansaan von 2003 bis 2004 am Jesuit Centre in Rainhill einen Kurs in ignatianischer Spiritualität und geistlicher Begleitung belegt hatte, wurde er Ausbilder und Ökonom am ordenseigenen St. Edward’s College in London. Von 2005 bis 2011 war er Provinzial der Ordensprovinz Ghana und Nigeria der Weißen Väter. Anschließend nahm er ein Studium am Institute for Sexuality Studies in Chicago auf. Von 2012 bis 2019 wirkte Bomansaan als Novizenmeister und als Rektor des internationalen Noviziats seiner Ordensgemeinschaft in Kasama in Sambia. Im Anschluss setzte er sein Studium am Institute for Sexuality Studies in Chicago wieder fort und erlangte 2020 einen Master in Psychologie und Spiritualität. Von 2021 bis 2022 war er in Kenia am Bethany Centre für Priester und Ordensleute in schwierigen Situationen tätig. Ab 2022 fungierte Bomansaan als stellvertretender Generalsuperior der Weißen Väter am Generalat in Rom.
Am 22. Mai 2024 ernannte ihn Papst Franziskus zum Bischof von Wa. Der Erzbischof von Tamale, Philip Naameh, spendete ihm am 2. August desselben Jahres im Stadion von Wa die Bischofsweihe; Mitkonsekratoren waren der emeritierte Bischof von Wa, Paul Bemile, und der Bischof von Sunyani, Matthew Kwasi Gyamfi. Bomansaan wählte den Wahlspruch Totus Tuus ego sum Domine („Ich bin ganz Dein, Herr“).